# توماس-جان بورك
توماس-جان بورك هو سياسي كندي، ولد في 11 مايو 1864 في ميمرامكوك في كندا، وتوفي في 16 فبراير 1952. نشط حزبياً في حزب كندا المحافظ. وقد انتخب عضو الجمعية التشريعية لنيو برونزويك ‏ وانتخب عضو مجلس الشيوخ الكندي ‏.